# Церква Преображення Господнього (Ярослав)

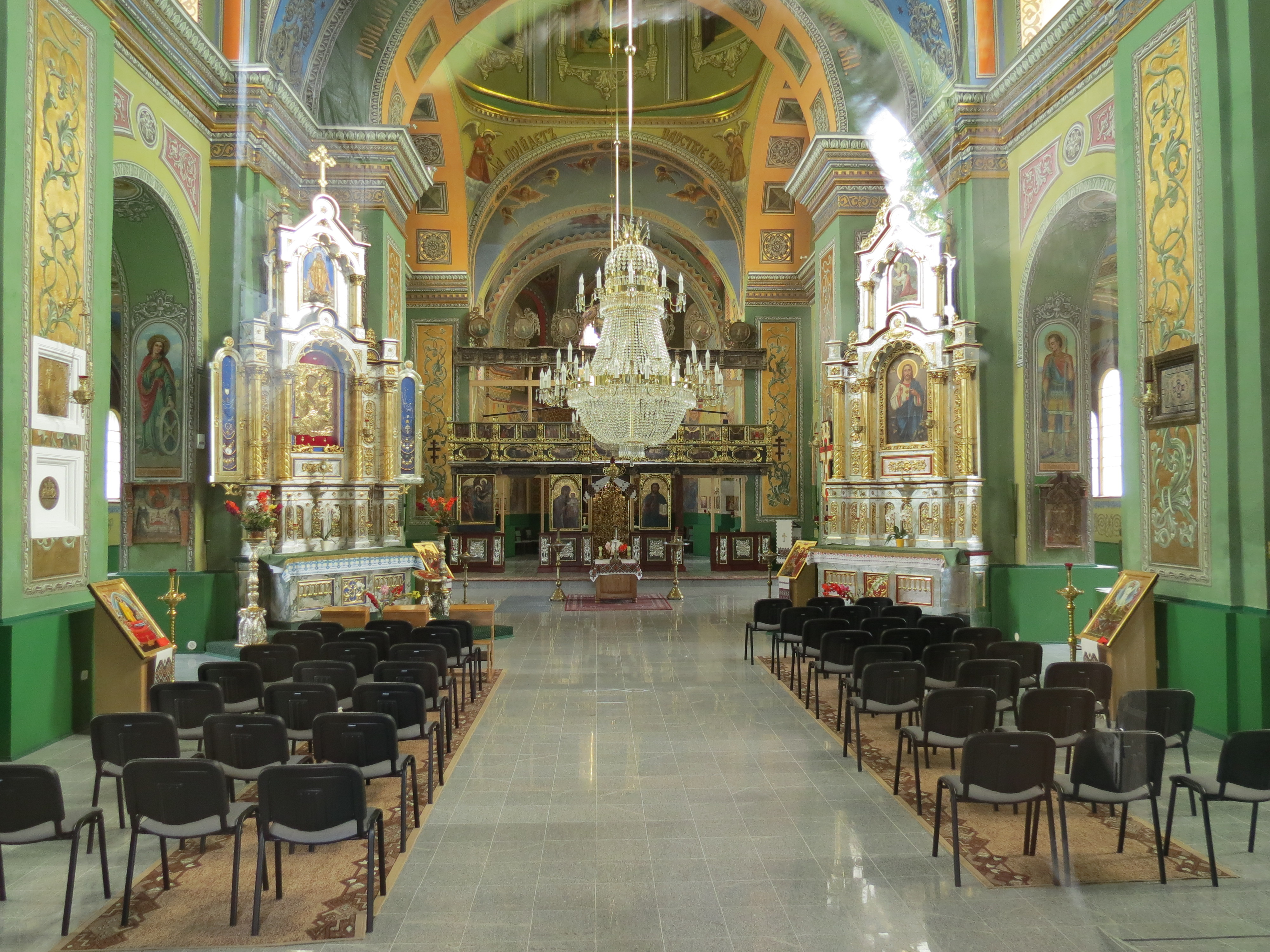
Інтер'єр церкви

Церква Преображення Господнього (або Преображенська церква) — греко-католицька церква в Ярославі. Головний храм польських греко-католиків.

## Історія
Церква Преображення Господнього збудована в Ярославі у 1717—1747 роках. Перебудована у 1907—1910 роках за проєктом Зигмунта Добжанського. Внесена до реєстру пам'яток архітектури Польщі під охоронним № A-11/44 від 22.01.1951 року.

## Ікона
У костелі є ікона Богоматері Ярославської, яка славиться своїми милостями, відома як «Двері Милосердя».
18 серпня 1996 року кардинал Ахілле Сільвестріні за численної присутності достойників греко- і римо-католицької церков і мирян коронував у Ярославі чудотворну ікону Матері Божої «Двері Милосердя». Корону освятив папа Іван Павло II.
17 серпня 1747 року, в день освячення новозбудованої церкви Преображення Господнього, ікону «Двері Милосердя» урочисто перенесли до цього храму.
При церкві діє греко-католицька парафія в Ярославі, в Перемишльському деканаті Перемишльсько-Варшавської архієпархії. Створена у 1717 році. Після депортації українців (1945—1947) з території Польщі парафія Преображення Господнього в Ярославі припинила існування, храм був зачинений.
1987 року, коли було відновлено парафію, духовенство клопотало про повернення ікон та престолів до храму. Чудотворний образ «Двері Милосердя» 1993 року (напередодні освячення відновлюваної церкви Преображення) був повернений церковній громаді.

## Парафіяльні священики
- 1655—1738 — Василь Куриловський;
- 1738—1758 — Теодор Височанський;
- 1759—1764 — Іван Хризостом Бернакевич;
- 1764—1795 — Антоній Риботицький;
- 1795—1796 — Павло Сайкевич;
- 1796—1826 — Іван Манастирський;
- 1826—1827 — Григорій Блонарович;
- 1827—1836 — Даниїл Качанівський;
- 1836—1837 — Олександр Носкевич;
- 1837—1855 — Іван Гладишівський;
- 1855—1857 — Орест Вітошинський;
- 1857—1878 — Теодор Левицький;
- 1878—1879 — Олексій Івасівка;
- 1879—1883 — Іван Санчиц;
- 1883—1884 — Іван Хризостом Констанкевич;
- 1884—1906 — Іван Чотинецький;
- 1906 — Петро Годованський та Петро Юрчак;
- 1906—1942 — Кипріян Хотинецький;
- 1942—1945 — Олексій Блик;
- 1945—1965 — Станіслав Федорович;
- 1965—1967 — Василь Червіняк;
- 1968—1970 — Мелетій Білинський, ЧСВВ;
- 1970—1989 — Борис Балик, ЧСВВ;
- 1989—1990 — Теодор Майкович;
- 1990—1997 — Богдан Прах;
- 1997—2001 — Януш Нагач;
- 2001—2003 — Грачан Стойка;
- 2003—2014 — Богдан Круба;
- з 2014 — Кшиштоф Блажеєвський.